# Cryptochloa dressleri
Cryptochloa dressleri är en gräsart som beskrevs av Thomas Robert Soderstrom. Cryptochloa dressleri ingår i släktet Cryptochloa, och familjen gräs.
Artens utbredningsområde är Panamá. Inga underarter finns listade i Catalogue of Life.